# Christophe Amade

Wappen von Christophe Amade

Jean-Christophe Amade Aloma MAfr (* 18. Januar 1961 in Mune, Demokratische Republik Kongo) ist ein kongolesischer Ordensgeistlicher und Bischof von Kalemie-Kirungu.

## Leben
Christophe Amade trat der Ordensgemeinschaft der Weißen Väter bei. Er empfing am 25. August 1990 das Sakrament der Priesterweihe.
Am 31. März 2015 ernannte ihn Papst Franziskus zum Bischof von Kalemie-Kirungu. Der Erzbischof von Lubumbashi, Jean-Pierre Tafunga Mbayo SDB, spendete ihm am 7. Juni desselben Jahres die Bischofsweihe; Mitkonsekratoren waren der Erzbischof von Bukavu, François-Xavier Maroy Rusengo, und der Bischof von Kongolo, Oscar Ngoy wa Mpanga CSSp.